# 자명군
자명군(自明群, trivial group)은 원소가 하나뿐인 군이다.

## 성질
- 모든 자명군은 동형이다.
- 자명군은 차수가 1인 순환군이다.

## 같이 보기
- 자명환